# جيم تشرشل
جيم تشرشل Cambreleng (بالإنجليزية: Churchill C. Cambreleng)‏ (و. 1786 – 1862 م) هو سياسي، ودبلوماسي من الولايات المتحدة الأمريكية ولد في واشنطن، كارولاينا الشمالية.